# سلفادور غوميز
سلفادور غوميز (بالإسبانية: Salva Gómez)‏ هو لاعب كرة الماء إسباني، ولد في 11 مارس 1968 في سانتاندير في إسبانيا.

## وصلات خارجية
- سلفادور غوميز على موقع الاتحاد الدولي للسباحة (الإنجليزية)
- سلفادور غوميز على موقع اللجنة الأولمبية الدولية (الإنجليزية)
- سلفادور غوميز على موقع أوليمبيديا (الإنجليزية)